# Crisi del 1640
La crisi del 1640 és l'expressió per denominar la crisi política més greu que visqué la Monarquia Hispànica dels Àustria i que hagués pogut enfonsar-la (de fet es produí la secessió del Regne de Portugal). Va tenir lloc durant el regnat de Felip IV d'Espanya i entre els seus principals es trobava el projecte d'Unió d'Armes proposat pel majordom de palau i duc d'Olivares. Tot plegat dins del context de Guerra dels Trenta Anys i de la represa de la Guerra dels Vuitanta Anys contra les Províncies Unides d'Holanda i Zelanda.
La crisi del 1640 s'emmarca dins d'allò que es coneix com a Crisi econòmica del segle XVII que varen afectar en particular el sud i centre del continent europeu. La Monarquia Catòlica d'en Felip IV, així com altres monarquies compostes europees, va haver d'afrontar-se a importants reptes interns i externs que qüestionaven profundament l'estructura social i política del regne. La monarquia francesa era la que es trobava en millor posició per la implantació de l'absolutisme, tot i que Anglaterra, malgrat viure moments terribles (Guerra Civil Anglesa), va finir per trobar una solució força més avançada: la monarquia limitada.

## Antecedents
L'any 1580 la monarquia hispànica, nascuda dels Regnes Catòlics el 1479, havia aconseguit incorporar el regne de Portugal, de manera que la península Ibèrica (Hispània en el sentit peninsular o Espanya en aquell que en van voler donar a l'època en terme geogràfics) quedà sota la sobirania d'un sol monarca, Felip II. Tal com va advertir-ho Francesc de Quevedo en l'”Espanya defensada”, obra publicada el 1609, “pròpiament Espanya està compon de tres corones: Castella, Aragó i Portugal”. Així doncs l'estructura interna de la monarquia hispànica era composta sota la unió de la fórmula “aeque principaliter”, és a dir, els regnes que la constituïen seguien després de la seva unió sent tractats com a ents diferents. És a dir, conservaven les seves monedes, llengües, lleis, privilegis… A tot plegat s'afegeixen les colònies de les Índies. El rei catòlic, Felip, tenia doncs acció limitada en cada Estat. És doncs en aquest context que es pretén la Unió Armada.

### La decadència de Castella
A principi de segle xvii la situació de Castella no és bona. En paraules d'en Joseph Pérez, Castella “es veu esgotada, arruïnada, angoixada després d'un segle de guerres pràcticament contínues. La seua població havia minvat en proporció alarmant: la seua economia es veia per sota; les flotes de les Índies que portaven la plata a Espanya arribaven molts cops tard, si ho feien, i els excedents tampoc eren com els d'abans. En comparació amb Castella, les corones d'Aragó i Portugal havien conservat la seua autonomia interna, protegit les seues constitucions, que limitaven el poder reial”. En efecte, la monarquia havia entrat en guerra a l'anomenada Guerra dels Trenta Anys i, malgrat la Treva dels Dotze Anys, no va poder evitar els baixos ingressos en la hisenda, les invasions holandeses a les Índies.

### El projecte d'Olivares
El projecte de l'Olivares, resumit en el seu aforat “multa regna, sed una lex” (molts regnes, però una llei), implicava modificar el model polític de monarquia composta de regnes dels Àustria en el sentit d'uniformitzar les lleis, institucions i costums de cada regne. Aquesta política va ser plasmada en el seu cèlebre memorial secret preparat per l'olivaries i destinat al rei Felip IV, amb data del 25 de desembre del 1624. Però aquest projecte, inicial, comportava necessàriament tirar de la hisenda i aquesta no es trobava en els seus millors moments raó per la qual en va presentar un altre l'any 1626, la Unió d'Armes. L'objectiu final era el mateix tot i no ser tan ambiciós. La Unió d'Armes obligava a tots els regnes que componien la monarquia espanyola a contribuir amb l'Estat proporcionant militars i defensa. En els que hi havien de contribuir hi estava el Principat de Catalunya, el Regne de Portugal, el Regne de Nàpols, els Països Baixos del sud, el Regne d'Aragó, el Regne de València, el Regne de Sicília, el Regne de Navarra i el Ducat de Milà.

## Crisi del 1640
L'any 1636 i a conseqüència de la declaració de guerra del Cardenal Richelieu a Castella en la Guerra dels Trenta Anys, Felip IV trasllada la guerra a Catalunya per provocar els francesos i obligar els catalans a fer-los-els la guerra. Catalunya només entraria en guerra si el territori nacional era assetjat. Traslladant la guerra als Pirineus catalans aconseguien que les tropes franceses penetressin en territori català.

### Guerra dels Segadors
Els catalans no tenen més remei i han de col·laborar amb les tropes castellanes, però ben aviat Catalunya es rebel·la. Les tropes castellanes abusen de la població civil, fent que despertés una sublevació popular amb nom de Guerra dels Segadors.

### Guerra de Restauració de Portugal
Tot aprofitant que Castella li feia la guerra als catalans i negant-se a fer-li la guerra la seu torn als catalans, uns quaranta nobles portuguesos preparen una guerra per restaurar la independència portuguesa.

### Conspiració del duc de Medina Sidonia a Andalusia
El duc de Medina Sidonia va intentar l'any 1641 establir un regne separat conspirant també contra la corona hispànica. La conspiració va ser descoberta i reprimida.

### Conspiració del duc Híjar a Aragó
El duc d'Híjar juntament amb Carlos Padilla van provar uns quants anys més tard (1648) la seva oportunitat de conspirar contra la corona castellana. També van fracassar en el seu intent.

### Secessió del Regne de Navarra
Arrel dels rumors de separació l'estiu del 1648, Miguel d'Iturbide, és empresonat a Madrid fent fracassar el seu cop de secessió.

### Revoltes de Nàpols i Sicília
Força més greus van ser les revoltes de Nàpols i Sicília que van aconseguir separar-se de Castella, creant repúbliques autònomes a part.